# 2007-es Intertotó-kupa

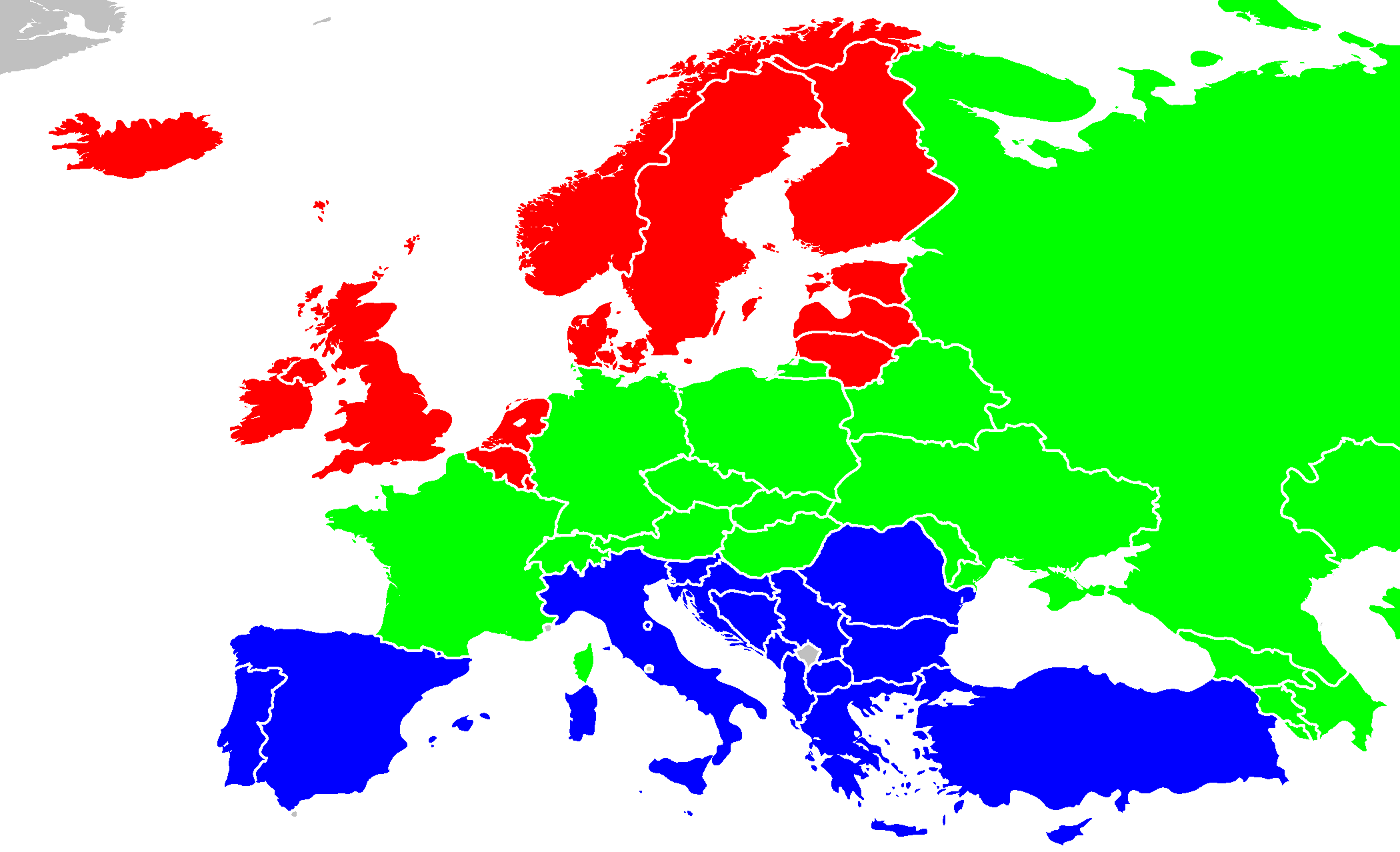
A régiók a térképen

A 2007-es Intertotó-kupa rendezvénynek 50 résztvevője volt. Három fordulót tartottak, és tizenegy csapat kvalifikálta magát az UEFA-kupa második selejtező körébe. A sorsolás helye az UEFA központjában, Nyonban, Svájcban volt 2007. április 23-án.

## Első forduló
Az első mérkőzéseket 2007. június 23-án és 24-én tartották, míg a visszavágókat 2007. június 30-án és július 1-jén.
| 1. csapat             | Össz.                 | 2. csapat                    | 1. mérk.              | 2. mérk.              |
| Déli-mediterrán régió | Déli-mediterrán régió | Déli-mediterrán régió        | Déli-mediterrán régió | Déli-mediterrán régió |
| --------------------- | --------------------- | ---------------------------- | --------------------- | --------------------- |
| Gloria Bistriţa1      | 3-2                   | FK Grbalj                    | 2-1                   | 1-12                  |
| NK Zagreb             | 2-2 (ilg)             | Vllaznia Shkodër             | 2-1                   | 0-1                   |
| Ethnikos Achnas       | 1-2                   | FK Makedonija Gjorcse Petrov | 1-0                   | 0-23                  |
| Birkirkara            | 1-5                   | NK Maribor                   | 0-3                   | 1-2                   |
| Sant Julià1           | 4-6                   | Slavija Istočno Sarajevo     | 2-3                   | 2-34                  |
| Közép-keleti régió    |                       |                              |                       |                       |
| Tobol Kostanay        | 3-2                   | Zesztaponi                   | 3-0                   | 0-2                   |
| Shakhtyor Soligorsk   | 4-3                   | Ararat Jerevan               | 4-1                   | 0-2                   |
| FK Baku               | 2-2 (11-esekkel)      | Dacia Chișinău               | 1-1                   | 1-1                   |
| FC Differdange 03     | 0-5                   | ŠK Slovan Bratislava         | 0-2                   | 0-3                   |
| Északi régió          |                       |                              |                       |                       |
| Cliftonville          | 2-1                   | Dinaburg                     | 1-15                  | 1-0                   |
| Hammarby              | 3-1                   | KÍ Klaksvík                  | 1-06                  | 2-1                   |
| Honka Espoo           | 4-2                   | TVMK Tallinn                 | 0-0                   | 4-2                   |
| Valur                 | 1-2                   | Cork City                    | 0-2                   | 1-0                   |
| FK Vėtra              | (ilg) 6-6             | Llanelli                     | 3-1                   | 3-57                  |

1 A skótok és norvégok kivonását követően az üres helyeket Romániának és Andorrának adták.

2 Ezt a mérkőzést a Stadion Pod Goricomban játszották Podgoricában, mert az FK Grbalj pályája, a Radanovići nem UEFA szabvány.

3 Ezt a mérkőzést a Skopje City Stadionban játszották Szkopjéban, mert az FK Makedonija pályája Szkopjéban nem UEFA szabvány.

4 Ezt a mérkőzést a Koševo Stadionban, Szarajevóban játszották Podgoricában, mert az FK Slavija pályája nem UEFA szabvány.

5 Ezt a mérkőzést a Linfield FC pályáján, a Windsor Parkban, Belfastban játszották, mert a Cliftonville F.C. pályája nem UEFA szabvány.

6 Ezt a mérkőzést a Råsundaban, Solnaban játszották, mert a Hammarby pályája nem UEFA szabvány.

7 Ezt a mérkőzést a Richmond Parkban, Carmarthenben játszották, mert a Llanelli pályája nem UEFA szabvány.

## Második forduló
Az első mérkőzéseket 2007. július 7-én és 8-án tartották, míg a visszavágókat 2007. július 14-én és 15-én.
| 1. csapat                    | Össz.                 | 2. csapat             | 1. mérk.              | 2. mérk.              |
| Déli-mediterrán régió        | Déli-mediterrán régió | Déli-mediterrán régió | Déli-mediterrán régió | Déli-mediterrán régió |
| ---------------------------- | --------------------- | --------------------- | --------------------- | --------------------- |
| Slavija Istočno Sarajevo     | 0-3                   | FC Oțelul Galați      | 0-01                  | 0-3                   |
| FK Makedonija Gjorcse Petrov | 0-7                   | Cherno More Varna     | 0-42                  | 0-33                  |
| NK Maribor                   | 2-5                   | FK Hajduk Kula        | 2-0                   | 0-54                  |
| Trabzonspor                  | 10-0                  | KS Vllaznia Shkodër   | 6-0                   | 4-0                   |
| Makkabi Haifa                | 2-2 (11-esekkel)      | Gloria Bistriţa       | 0-2                   | 2-0                   |
| Közép-keleti régió           |                       |                       |                       |                       |
| Dacia Chișinău               | (11-esekkel) 1-1      | St. Gallen            | 0-1                   | 1-0                   |
| Zalaegerszeg                 | 0-5                   | Rubin Kazany          | 0-3                   | 0-2                   |
| Rapid Wien                   | 3-2                   | Slovan Bratislava     | 3-1                   | 0-1                   |
| Csornomorec Odesza           | 6-2                   | Sahcjor Szalihorszk   | 4-2                   | 2-0                   |
| Tobil Kosztanaj              | 3-1                   | Slovan Liberec        | 1-1                   | 2-0                   |
| Északi régió                 |                       |                       |                       |                       |
| Honka Espoo                  | 3-3 (ilg)             | Aalborg BK            | 2-25                  | 1-1                   |
| FK Vėtra                     | 3-06                  | Legia Warszawa        | 3-0 (odaítélve)       | –                     |
| KAA Gent                     | 6-0                   | Cliftonville FC       | 2-0                   | 4-07                  |
| Cork City                    | 1-2                   | Hammarby              | 1-1                   | 0-18                  |

1 Ezt a mérkőzést a Koševo Stadionban, Szarajevóban játszották, mert az FK Slavija pályája Istočno Sarajevóban nem UEFA szabvány.

2 Ezt a mérkőzést a Skopje City Stadionban, Szkopjéban játszották, mert az FK Makedonija pályája Szkopjéban nem UEFA szabvány.

3 Ezt a mérkőzést a Naftex Stadionban, Burgaszban játszották, mert a PFC Cherno More Varna pályája Várnában nem UEFA szabvány.

4 Ezt a mérkőzést a Marakanában, Belgrádban játszották, mert a Hajduk pályája Kúlában nem UEFA szabvány.

5 Ezt a mérkőzést a Pohjola Stadionban, Vantaában játszották, mert a Honka Espoo pályája Espooban nem UEFA szabvány.

6 Ezt a mérkőzést a Vėtra 3-0 nyerte, miután a mérkőzés elmaradt, mert a Legia szurkolói beszaladtak a pályára az első mérkőzésen. Az UEFA kizárta a Legia-t a 2007-es Intertotó Kupából, és kitiltotta a klubot egy jövőbeli európai kupából, amelyre kvalifikálják magukat az elkövetkező öt évben.

7 Ezt a mérkőzést a Linfield FC pályáján, a Windsor Parkban, Belfastban játszották, mert a Cliftonville F.C. pályája nem UEFA szabvány.

8 Ezt a mérkőzést a Råsundaban, Solnaban játszották, mert a Hammarby pályája nem UEFA szabvány.

## Harmadik forduló
Az első mérkőzéseket 2007. július 21-én és 22-én tartották, míg a visszavágókat 2007. július 28-án és 29-én.
| 1. csapat             | Össz.                 | 2. csapat             | 1. mérk.              | 2. mérk.              |
| Déli-mediterrán régió | Déli-mediterrán régió | Déli-mediterrán régió | Déli-mediterrán régió | Déli-mediterrán régió |
| --------------------- | --------------------- | --------------------- | --------------------- | --------------------- |
| Hajduk Kula           | 2-4                   | União Leiria          | 1-01                  | 1-4 (h.u.)            |
| Cherno More Varna     | 0-2                   | Sampdoria             | 0-12                  | 0-1                   |
| Gloria Bistrița       | 2-2 (ilg)             | Atlético Madrid       | 2-1                   | 0-1                   |
| Oțelul Galați         | 4-2                   | Trabzonspor           | 2-1                   | 2-1                   |
| Közép-keleti régió    |                       |                       |                       |                       |
| Tobil Kosztanaj       | 2-0                   | ÓFI Kréta             | 1-0                   | 1-0                   |
| Dacia Chișinău        | 1-5                   | Hamburger SV          | 1-1                   | 0-4                   |
| Csornomorec Odesza    | 1-3                   | Lens                  | 0-0                   | 1-3                   |
| Rapid Wien            | 3-1                   | Rubin Kazany          | 3-1                   | 0-0                   |
| Északi régió          |                       |                       |                       |                       |
| FK Vėtra              | 0-6                   | Blackburn Rovers      | 0-2                   | 0-4                   |
| Hammarby              | (ilg) 1-1             | Utrecht               | 0-03                  | 1-1                   |
| KAA Gent              | 2-3                   | Aalborg BK            | 1-1                   | 1-2                   |

1 Ezt a mérkőzést a Marakanában, Belgrádban játszották, mert a Hajduk pályája Kúlában nem UEFA szabvány.

2 Ezt a mérkőzést a Naftex Stadionban, Burgaszban játszották, mert Cserno More Varna pályája nem UEFA szabvány.

3 Ezt a mérkőzést a Råsundaban, Solnaban játszották, mert a Hammarby pályája nem UEFA szabvány.

## Gólszerzők
| Hely | Játékos                   | Nemzetiség              | Klub                         | Gólok |
| ---- | ------------------------- | ----------------------- | ---------------------------- | ----- |
| 1    | Vitali Volkov             | Oroszország             | Rubin Kazany                 | 4     |
| 1    | Ersen Martin              | Törökország             | Trabzonspor                  | 4     |
| 1    | Steffen Hofmann           | Németország             | Rapid Wien                   | 4     |
| 4    | Dimitar Makriev           | Bulgária                | NK Maribor                   | 3     |
| 4    | Rhys Griffiths            | Wales                   | Llanelli AFC                 | 3     |
| 4    | Jami Puustinen            | Finnország              | Honka Espoo                  | 3     |
| 4    | Igor Bugaev               | Moldova                 | Chornomorets Odessa          | 3     |
| 4    | Dominic Foley             | Írország                | KAA Gent                     | 3     |
| 4    | Dorel Zaharia             | Románia                 | Gloria Bistrița              | 3     |
| 4    | Ruslan Baltiev            | Kazahsztán              | FC Tobol                     | 3     |
| 4    | Adékambi Olufadé          | Togo                    | KAA Gent                     | 3     |
| 4    | Gabriel Jula              | Románia                 | Oțelul Galați                | 3     |
| 13   | Arlind Norra              | Albánia                 | Vllaznia Shkodër             | 2     |
| 13   | Goranco Stojanovski       | Macedónia               | FK Makedonija Gjorcse Petrov | 2     |
| 13   | Valery Onila              | Moldova                 | FC Dacia Chișinău            | 2     |
| 13   | Markos Pineiro Pizelli    | Brazília                | Ararat Jerevan               | 2     |
| 13   | Milos Djalac              | montenegró              | FK Grbalj                    | 2     |
| 13   | Vitalis Stankievičius     | Litvánia                | FK Vėtra                     | 2     |
| 13   | Markos Da Silva           | Brazília                | Cserno More Varna            | 2     |
| 13   | Alexei Rios               | Fehéroroszország        | FK Sahcjor                   | 2     |
| 13   | Nurbol Zhumaskaliyev      | Kazahsztán              | Tobil Kosztanaj              | 2     |
| 13   | Roni Porokara             | Finnország              | Honka Espoo                  | 2     |
| 13   | Nikola Komazec            | Szerbia                 | Hajduk Kula                  | 2     |
| 13   | Umut Bulut                | Törökország             | Trabzonspor                  | 2     |
| 13   | Cosmin Tilincă            | Románia                 | Gloria Bistrița              | 2     |
| 13   | Gabriel Paraschiv         | Románia                 | Oțelul Galați                | 2     |
| 13   | Milan Perić               | Szerbia                 | Hajduk Kula                  | 2     |
| 13   | Benni McCarthy            | Dél-afrikai Köztársaság | Blackburn Rovers             | 2     |
| 13   | Oleh Venglinsky           | Ukrajna                 | Chornomorets Odessa          | 2     |
| 13   | Rafael van der Vaart      | Hollandia               | Hamburger SV                 | 2     |
| 13   | Kanga Akale               | Elefántcsontpart        | RC Lens                      | 2     |
| 13   | Nuno Rodrigues Laranjeiro | Portugália              | UD Leiria                    | 2     |